# Oksana Czudyk
Oksana Bohdaniwna Czudyk (ukr. Оксана Богданівна Чудик; ur. 19 lipca 2001) – ukraińska zapaśniczka walcząca w stylu wolnym. Piąta w Pucharze Świata w 2019. Wicemistrzyni igrzysk olimpijskich młodzieży w 2018. 
Trzecia na MŚ U-23 w 2021. Pierwsza na ME U-23 w 2021. Mistrzyni Europy juniorów w 2018 i 2021. Trzecia na MŚ kadetów w 2016 i 2017. Pierwsza na ME kadetów w 2017 i 2018 roku.